# Unió Palestina Democràtica
La Unió Palestina Democratica va ser creada per Yasser Abed Rabbo, un polític veterà en el F.D.L.P. i O.L.P., la qual cosa recolzava en negocis per pau amb Israel en 1990 i en el president de l'O.L.P. Yasser Arafat, encara que el cap del F.D.L.P., un grup membre del Front del Rebuig, Naif Hawatmeh va oposar negocis amb Israel en aquells temps. Abed Rabbo, la qual cosa era un activista en l'A.N.M. i F.P.L.P. des de Dr. George Habash abans que la F.D.L.P., va decidir sortir de la F.D.L.P. i prendre control la seva ala a Cisjordània i la Franja de Gaza. Ell va repudiar el marxisme-leninisme del F.D.L.P. i la lluita armada (va ser el segon grup polític en Palestina a rebutjar-la). Llavors Arafat li va donar un lloc en la Comitè Executiva de l'O.L.P., la que el va resignar per protestar les accions d'Arafat en els negocis d'Oslo, després que va prendre partit en les converses de pau a Madrid el 1991.

## En l'A.N.P.
Quan ha format l'Autoritat Nacional Palestina, Fida va tenir part al govern de Yasser Arafat, i Abed Rabbo era un diplomato important en les delegacions de la A.N.P. i O.L.P. Ell també va fer quantes iniciatives no-oficials com els Acords de Ginebra en 2003 amb activistes israelians com Yossi Beilin. Abed Rabbo es va negar a recolzar en les bombes suïcides, i llavors ha considerat una "coloma" (partidari de la pau) palestina.

## Sortida d'Abed Rabbo
En 2002 Abed Rabbo va perdre el seu seient com a cap de Fida per Zahira Kamal una activista per dretes per dones, i després una lluita interna va sortir de Fida. Llavors Saleh Raf'at va prendre el lloc com a cap de la Fida i llavors al govern palestí. Doncs després les eleccions de 2006, quan amb al-Badíl Fida va guanyar dos seients en el C.L.P., Fida no va prendre part al govern d'Hamás.

## Polítics
La Fida, i també el seu excap Abed Rabbo, creuen que Palestina ha de prendre part al món occidental, i no amb els estats i movimentos radicals musulmans com Iran. Fida és un grup secular pro-oest que recolza en relacions amb l'Estats Units i la Unió Europea. En assumptes domèstics, Fida s'oposa la corrupció dins els serveis del govern palestí, i la política de connexions des de famílies. Abans la Segona Intifada la que va començar en 2000, Abbed Rabbo era el crític més públic de la corrupció en el si de la A.N.P., i va voler canviar la sistema de govern en l'Autoritat per una més democràtica.

## Suport
Els suports de Fida i els altres grups en al-Badíl, el P.P.P. i el F.D.L.P., són palestins seculars i pacifícos que se senten una amenaça de Hamas. L'elevació de Hamas a poder en l'A.N.P. és una amenaça als drets de civilios palestins com a cristians, musulmans no-religiosos, i el grup establert que governaven en l'Autoritat des de Fatah. Al-Badíl i dos altres partits palestins, el partit Tercera Via i Palestina Independent, tenen polítiques molt similars, i llavors una aliança des dels tres és possible en el futur, encara que les diferències personals entre els seus caps són grans.

## Resultats electorals

### Consell Legislatiu
| Any  | Líder             | Vots               | %                  | Escons  | +/– | Pos. |
| ---- | ----------------- | ------------------ | ------------------ | ------- | --- | ---- |
| 1996 |                   | 71,672             | 2.04               | 2 / 88  | Nou | 4t   |
| 2006 | Qais Abd al-Karim | Dins L'Alternativa | Dins L'Alternativa | 0 / 132 | 2   | 4t   |